# Torpa distrikt, Halland
Torpa distrikt är ett distrikt i Varbergs kommun och Hallands län. 
Distriktet ligger vid norr om Varberg. 

## Tidigare administrativ tillhörighet
Distriktet inrättades 2016 och utgörs av socknen Torpa i Varbergs kommun.
Området motsvarar den omfattning Torpa församling hade vid årsskiftet 1999/2000.